# Armée du Caucase
Ne pas confondre avec Armée russe du Caucase (Première Guerre mondiale).
L’armée du Caucase (russe : Кавка́зская а́рмия) est une formation des armées blanches pendant la guerre civile russe.

## Histoire
Elle est formée le 22 mai 1919. Le 23 janvier 1919 l’armée des volontaires est renommée Armée des volontaires du Caucase. Par la suite, le 22 mai 1919, l’armée des volontaires du Caucase est divisée en deux armées : celle du Caucase, avançant sur la ligne Tsaritsyne-Saratov, le celle des volontaires, avançant sur la ligne Koursk-Orel.
L’armée comporte deux corps d’armée (1er corps du Kouban commandé par V. L. Pokrovski et 2e corps du Kouban de S. G. Oulagaï) et deux corps de cavalerie (4e corps de P. N. Chatilov et 5e de Ia. D. Iouzefovitch) ainsi qu’une division de cavalerie. Le 5 juillet 1919, l’armée du Caucase compte 23 234 hommes, le 5 octobre 1919, ils sont encore 15 079 (après le transfert du 2e corps du Kouban dans l’armée du Don) avec 384 mitrailleuses, 85 pièces d’artillerie, 15 avions et 7 trains blindés.
Elle est dissoute le 29 janvier 1920 et ses unités reversées dans l’armée du Kouban.

## Commandants de l’armée du Caucase
- Lieutenant-général P. N. Wrangel, 21 mai — 8 décembre 1919
- Lieutenant-général V. L. Pokrovski, 9 décembre 1919 — 8 février 1920

## Chefs d’état-major
- Lieutenant-général Ia. D. Iouzefovitch, 21 mai — 20 juin 1919
- Lieutenant-général P. N. Chatilov, 20 juin — 13 décembre 1919
- Général-major D. M. Siegel, 13 décembre — 8 février 1920